# Dorstenia contrajerva
Dorstenia contrajerva là một loài thực vật có hoa trong họ Moraceae. Loài này được Carl von Linné mô tả khoa học đầu tiên năm 1753.